# Geneodes grisescens
Geneodes grisescens là một loài ruồi trong họ Tachinidae.